# مدرک
مدرک (به انگلیسی: Document) عبارت است از اطلاعات ثبت شده اعم از نوشتاری، دیداری و شنیداری که به وسیله اشخاص حقیقی یا حقوقی ایجاد شده و دارای ارزش نگهداری میباشد. سند عبارت است از نوشته ای که هم شخص مدعی و هم طرف مقابل او قادر به استفاده از آن در دادگاه هستند.
بنا به تعریف در ماده ۱۲۸۴، نوشته‌ای است که در مقام دعوی و دفاع قابل استناد باشد. هر سندی نوشته‌است، اما هر نوشته‌ای سند نیست؛ همچنانکه ماده ۱۲۸۵ قانون مدنی، شهادت نامه را سند ندانسته‌است. 

## واژه
معنی سند در دانشنامه‌های ایرانی چنین آمده‌است:
- لغتنامه دهخدا: تکیه‌گاه، آنچه پشت بدو دهند.
- فرهنگ مشیری: آنچه که قابل اعتماد باشد، مدرک مستند.
- فرهنگ معین: نوشته‌ای که قابل استناد باشد، مهر و امضای قاضی و حکم و فرمان پادشاهی و چک و دست نوشته و مکتوبی که بدان اختیار شغل و مُلکی را به کسی بدهند.

## تعریف‌ها

### از دیدگاه حقوق اسلامی
یکی از معانی مشهور سند در اصطلاح و فقه اسلامی، رُوات یک حدیث است. سند به معنی طریق متن است و منظور از متن، متن
حدیث است که آن را لفظ حدیث گویند و معنی سند به طریق متن برای آن است که دانسته شود حدیث، برگرفته از قول چه کسی است.

### از دیدگاه قوانین مالی ایران
در قوانین مالی ایران سند به صورت کلی تعریف نشده‌است، بلکه بر حسب مورد تعریف گردیده‌است. ماده ۱۶ قانون محاسبات عمومی (مکتوب ۲۱ سفر ۱۳۲۹):
بودجه دولت سندی است که معاملات دخل و خرج مملکتی برای مدت معینی در آن پیش‌بینی و تثبیت می‌گردد. مدت مزبور را سند مالیه گویند، که عبارت است از یکسال شمسی.

### دیدگاه اصول حسابداری
هر نوشته‌ای که ذمه سازمان یا شخص حقیقی یا حقوقی را که به نحوی با سازمان طرف حساب و معامله‌است مشغول یا بری نماید یا مبین پرداخت وجهی جهت خرید کالا یا خدمات یا حاکی از انعقاد قرارداد یا وقوع عقدی باشد یا از آثار ناشی از حقوق خاصی حکایت نماید به شرط وجود اهلیت و دارا بودن امضاء مجاز لازم برای رسیدن به یکی از مقاصد، سند محسوب می‌شود.

### قانون سازمان اسناد ملی ایران
در دوران قاجار به خصوص از زمان 'فتحعلی شاه'، اسناد به صورت آرشیو اداره بیوتات در دربار، نگهداری و در زمان ناصرالدین شاه، اسناد سیاسی در وزارت امور خارجه و اسناد مالی در دفتر میرزا یوسف خان مستوفی الممالک گردآوری می‌شد. وزارت خارجه ایران در سال ۱۲۷۸ توانست با پیروی از روش بایگانی کشورهای اروپایی، بایگانی خود را با رعایت اصول صحیح حفظ و نگهداری اسناد انسجام بخشد.
در سال ۱۳۴۵، لایحه تأسیس 'سازمان اسناد ملی ایران' ارائه شد، در روز هفدهم اردیبهشت ماه، سال ۱۳۴۹، مجلس شورای ملی، قانون تأسیس این سازمان را تصویب کرد. اسناد ملی عبارت است از:
کلیه اوراق، مراسلات، دفاتر، پرونده‌ها، عکسها، نقشه‌ها، کلیشه‌ها، نمودارها، فیلم‌ها، نوارهای ضبط صوت و سایر اسنادی که در دستگاه دولت تهیه شده یا به دستگاه دولت رسیده‌است و به‌طور مداوم در تصرف دولت بوده از لحاظ اداری، مالی، اقتصادی، قضایی، سیاسی، فرهنگی، علمی، فنی و تاریخی به تشخیص سازمان اسناد ملی ایران ارزش نگهداری داشته باشد.  

### از دیدگاه علم کتابداری
هر نوع نوشتهٔ خطی، چاپی، عکسی یا به صورتهای دیگر و هر شیئی مادی را که بتوان از محتوای آن اطلاعاتی بدست آورد دبیزه یا مدرک گویند.
انواع سند:

## انواع سند

### انواع سند از نظر چرخه زندگی
1. سند جاری: اسنادی که مورد مراجعه مستمر باشند.
2. سند نیمه جاری: اسنادی که گاه گاهی مورد مراجعه قرار می‌گیرند.
3. سند راکد: اسنادی که مورد مراجعه ایجادکننده آن‌ها قرار نمی‌گیرد.

### انواع سند از نظر ارزش
ارزش اسناد به اعتبار آن‌ها از نظر اداری یا اطلاعاتی است که در هر سند برای ادارهٔ ایجادکننده و بایگانی وجود دارد. بنابراین تعریف هر سند می‌تواند دارای ارزش‌های اداری و بایگانی باشد.
1. ارزش اولیه (اداری یا استنادی): ارزش از نظر ایجادکننده آن که از نظر زمانی در مرحله جاری و نیمه جاری است مانند اسناد اداری، مالی، حقوقی و...
2. ارزش ثانویه (بایگانی یا اطلاعاتی): ارزش از نظر محققان، پژوهشگران و آرشیویست‌ها.

زمانی که کلیه اقدام‌های لازم بر روی سند انجام شده باشد و فعالیت یا عملی که منجر به ایجاد آن گردیده، تمام و کامل شود و در صورتی که در مراجع قضایی و قانون مطرح نبوده و همچنین موردنیاز دستگاه یا فرد ایجادکننده آن نباشد «ارزش اولیه سند» پایان می‌یابد و سند دارای «ارزش ثانویه» می‌گردد.

### انواع سند از نظر اعتبار قانونی
1. سند رسمی: طبق ماده ۱۲۸۷ قانون مدنی سند رسمی عبارت است از سندی که در اداره ثبت اسناد و املاک یا دفاتر اسناد رسمی یا در نزد سایر مأمورین در حدود صلاحیت آن‌ها و بر طبق مقررات قانونی تنظیم شده باشند مثل سندی که در دفترخانه‌ها تنظیم می‌شوند وشناسنامه، گواهینامه، احکام استخدام و...

از ویژگی‌های اسناد رسمی در آیین دادرسی دادگاه‌ها و مراجع رسیدگی‌کنندهٔ غیر دادگستری این است که نمی‌توان نسبت به این اسناد، اظهار انکار یا تردید کرد و تنها می‌توان مدعی جعلی بودن شد. همچنین از دیگر ویژگی‌های این اسناد، قابلیت اجرای مفاد این اسناد از راه حاکمیت دولتی از قبیل دوایر اجرایی ادارهٔ ثبت اسناد و املاک است.
1. سند عادی: برابر ماده ۱۲۸۹ قانون مدنی غیر از اسناد مذکور در ماده ۱۲۸۷ سایر اسناد، عادی است به عبارت دیگر، سند عادی عبارت است از سندی که از جانب اشخاص غیررسمی بدون دخالت مأمورین رسمی تنظیم شده و تابع تشریفات خاص نباشد مانند دفاتر و اسناد تجارتی نظیر دفتر روزنامه، دفتر دارایی، دفتر کل. اگر چه اسناد تجارتی یادآوری شده در بالا، دارای تشریفاتی تقریباً مشابه سند رسمی می‌باشند، از آن جهت که شماره‌گذاری و پلمپ آن‌ها توسط مأمورین رسمی دولتی انجام می‌پذیرد، ولی این اسناد نیز سند رسمی محسوب نشده پس سند عادی هستند.

### انواع سند از نظر درجه حساسیت
اسناد، از حیث اهمیت در نگهداری و انتشار، (از کم به زیاد) شامل طبقات زیر می‌شود:
1. اسناد عادی
2. اسناد محرمانه
3. اسناد سری
4. اسناد به کلی سری

در هر سامانه‌ای، دایرهٔ شمول هر یک از طبقات فوق، متغیر است. ممکن است به جهت اهمیت موضوع برخی از اسناد، تصدی در بایگانی آن‌ها یا انتشار آن‌ها توسط قانون یا آیین‌نامه‌ای محدود شده باشد. برای نمونه در سال ۱۳۶۵ خورشیدی، آیین‌نامه اجرایی قانون انتشارات اسناد طبقه‌بندی شده توسط هیئت وزیران از نمونهٔ آیین‌نامه‌هایی است که انتشار اسناد را مطابق با همین طبقه‌بندی مذکور در فوق، محدود می‌کند. 

### انواع سند از حیث محتوا و موضوع
اسناد و مدارک از حیث محتوا و موضوع به گروه‌های گوناگون قابل تقسیم می‌باشند. با وجود این که در هر یک از این اسناد، به موضوع ویژه‌ای پرداخته شده‌است، یا تشریح و روشن‌سازی مقوله خاصی مورد توجه قرار گرفته، اما به اعتبار ارتباط ذاتی دانش‌های انسانی با یکدیگر اسناد مربوط به یک موضوع می‌تواند در سایر بخش‌ها مورد استفاده قرار گیرد. از نظر موضوعی اسناد تنوع گسترده‌ای را در بر می‌گیرد. برخی از انواع اسناد از این گونه شامل موارد زیر است:
1. اسناد اداری: سند اداری سندی است که دارای ارزش ادراری بوده و سازمان را در اجرای وظایف جاری خود یاری نماید. این نوع سند توسط سازمان‌های اداری کشور و در حیطه وظایف و مسؤولیتهای قانونی مصوب سازمان و در راستای اجرای تعهدات و امور جاری سازمان‌ها ایجاد و تنظیم می‌گردد. این اسناد با توجه به خدمتی که ارائه می‌کند به دو دسته اسناد کوتاه مدت و اسناد بلند مدت تقسیم می‌شود.

اسناد کوتاه مدت مانند تقاضانامه‌های معمولی یا اسنادی است که برای انجام امور شخصی کارکنان یا مثلاً در جریان ترمیم سازمان مربوط ایجاد می‌گردد، که این گونه اسناد به سرعت کامل می‌شوند و به همان سرعت نیز فاقد ارزش می‌گردند. اسناد بلند مدت اداری نیز نظیر اساسنامه‌ها، قوانین، آیین‌نامه‌ها، قراردادها که در برگیرنده سیاست‌ها، تعهدات، و حدود و وظایف و مسؤولیتهای کلی سازمان می‌باشد.
1. اسناد مالی: یک بخش از اسناد در هر سازمان اسناد مالی می‌باشند. این اسناد به روابط مالی در ادارات بازمی‌گردند و بیشتر شامل اسناد بودجه می‌شوند که چگونگی اختصاص هزینه‌ها به امور متفاوت سازمانی را نشان می‌دهند، نظیر پرونده ضمانت مالی افراد، پرونده‌ها هزینه‌ها به اشکال مختلف یا اسناد مربوط به پرداخت حقوق کارکنان و سایر تعهدات مالی سازمان که این اسناد هدف مؤسسه از اختصاص بودجه به یک فعالیت معین را نشان می‌دهد.
2. اسناد علمی و فنی: اسنادی که دارای ارزش‌های علمی و فنی بوده و شامل مقادیر معتنابهی از اطلاعات تخصصی و فنی می‌باشند که در نتیجه تحقیقات خاص توسط متخصصین حاصل گردیده، نظیر گزارش‌های مربوط به انجام پروژه‌های تحقیقاتی و عملیاتی سازمان‌ها.
3. اسناد قانونی: قانون به قواعدی گفته می‌شود که یا با تشریفات مقرر در قانون اساسی در مجلس شورای اسلامی وضع شده یا از راه همه پرسی به تصویب می‌رسد.[۱۱] همان گونه که ملاحظه می‌شود واژه قانون مفهوم ویژه‌ای دارد که با تصمیمات قوه مجریه متفاوت بوده پس بنابراین آن‌ها را نباید به جای هم بکار برد. بر همین اساس است که برخی از حقوقدانان با توجه به لازم‌الاجرا بودن تصمیماتی که مقامات صلاحیتدار در حدود وظایف و به حکم قانون اتخاذ می‌کنند، مثل آئین‌نامه‌های دولتی، بخشنامه‌ها به جای کلمه قانون از متون قانونی یا اسناد قانونی استفاده می‌کنند. اسناد قانونی اسناد لازم‌الاجرای هستند که در اختیار مدیر قرار داشته و کلیه تصمیمات متخذه توسط مدیران سازمان ضرورتاً باید منطبق با آن باشد. با این همه، همهٔ متون و اسناد قانونی از اعتبار یکسان برخوردار نبوده و سلسله مراتبی بین متون قانونی یا اسناد قانونی وجود دارد مانند:

- قانون اساسی
- قانون عادی
- تصویب‌نامه‌های (مصوب دولت یا کمیسیون‌های مجلس یا تفویض اختیار از سوی مجلس)
- عهدنامه‌های بین‌المللی
- آئین‌نامه‌های دولتی

1. اسناد تاریخی: کلیه پرونده‌ها و سوابق پس از طی مرحله جاری و نیمه جاری چنانچه دارای یکی از ارزش‌های پیش گفته باشند اسناد تاریخی محسوب می‌گردند. این اسناد عمدتاً مورد مراجعه پژوهشگران قرار می‌گیرند مانند عهدنامه ترکمنچای، فرمان صدور مشروطیت و...
2. اسناد فرهنگی: اسنادی که حاوی نکات فرهنگی بوده یا ایجادکننده این اسناد از چهره‌ها و شخصیت‌های فرهنگی باشد این اسناد عرصه‌های متنوع هنر را از شعر، موسیقی، سینما، تئاتر، معماری و غیره را در بر می‌گیرند.
3. اسناد سیاسی: اسنادی هستند که توسط مراجع صلاحیت دار تولید گردیده و حاوی سیاست‌ها و خط و مشی‌های سیاسی یک کشور از نظر داخلی و خارجی می‌باشند نظیر پروتکلها، معاهدات، قراردادهای بین‌المللی، یادداشت‌های سیاسی، اولتیماتوم، اعلام جنگ و غیره که بیانگر نحوه برقراری روابط بین کشورها و استراتژی‌های سیاسی دولت می‌باشد. اسناد سیاسی از نظر ماهوی ممکن است یک طرفه باشد مانند اولتیماتوم و اعلام جنگ یا چند جانبه باشد مانند قراردادها و معاهدات بین‌المللی. در حدود قانون اساسی کشورها تشریفات خاصی برای لازم‌الاجرا شدن معاهدات بین‌المللی پیش‌بینی شده‌است. بر اساس اصل ۷۷ قانون اساسی جمهوری اسلامی ایران:

معاهدات بین‌المللی در صورتی لازم‌الاجرا است که از طرف دولت به مجلس شورای اسلامی ارائه و در آنجا به تصویب مجلس برسد یعنی در صورت مطابقت با قانون اساسی و مصالح کشور به تشخیص مجلس رسمیت و اعتبار پیدا می‌کند.
1. اسناد نظامی: اسنادی هستند که حاوی جهت‌گیری‌ها و سیاستگذاری‌های نظامی کشورها در راستای تأمین امنیت ملی، منطقه‌ای و بین‌المللی بوده و مبتنی بر اصول قانون اساسی آن کشورها می‌باشند این اسناد از آنجایی که در برگیرنده معاهدات نظامی بین‌المللی نیز هستند لذا می‌توانند جزء اسناد سیاسی نیز محسوب شوند مانند اسناد همکاری‌ها و مشارکتهای نظامی و دفاعی کشورها.
2. اسناد اقتصادی، عمرانی:اسنادی که دارای ارزش اقتصادی می‌باشند و فعالیت‌های کشور را در امر توسعه اقتصادی بیان می‌کنند.

## بایگانی اسناد
بایگانی در اصطلاح مدیریت اسناد به ۳ مورد گفته می‌شود:
1. مجموعه روش‌های علمی و استاندارد (نحوه تشکیل پرونده، تنظیم بازرگانی، کدگذاری، دستیابی به پرونده، تفکیک پرونده‌ها به جاری، نیمه جاری و راکد و...)
2. محل نگهداری و حفظ اسناد
3. مجموعه پرونده‌های موجود در بایگانی

### انواع بایگانی
- بایگانی جاری: به روش‌های مورد عمل در مورد پرونده‌های جاری و محل حفظ و نگهداری اسنادی است که به‌طور روزمره مورد استناد دستگاه ایجادکننده یا به کار برندهٔ سند است.
- بایگانی نیمه جاری: محل نگهداری اسنادی است که گهگاهی مورد استفاده دستگاه ایجادکننده یا به کار برنده قرار می‌گیرد محل آن در دستگاه ایجادکننده یا به کار برندهٔ سند و دور از اسناد جاری است و با همان روش بایگانی جاری، بایگانی نیمه جاری نیز عمل می‌نماید.
- بایگانی راکد: محل نگهداری اسناد راکد است، روش مورد استفاده در بایگانی جاری و نیمه جاری در این بایگانی استفاده‌ای ندارد. در واقع این بایگانی مورد استفاده اداره ایجادکننده و محقق نمی‌باشد و فقط در این محل پرونده‌ها از نظر آرشیوی و امحایی مورد ارزشیابی قرار می‌گیرند. به "بایگانی راکد" انبار "پیش آرشیوی" نیز می‌گویند. معمولاً این حل در جاهایی که زمین ارزانتر است ساخته می‌شود مثل انبار پیش آرشیوی آرشیو فرانسه در پاریس در حومه پاریس در محلی به نام "فونتن بلو" می‌باشد یا در انگلستان به آن "Limbo" یا "مکان فراموش شده" می‌گویند. این محل در واقع محل کار "ارزشیابان" می‌باشد.

## ارزشیابی اسناد
تشخیص ارزش اسناد (اداری و آرشیوی) را از اوراق زائد، ارزشیابی می‌گویند. اوراقی که فاقد ارزش‌های اولیه و ثانویه باشند اوراق زائد هستند. 

### انواع ارزشیابی
1. ارزشیابی اداری: با توجه به قوانین و مقررات و دستورالعمل‌ها و ضوابط حاکم بر دستگاه ایجادکننده سند ارزش اسناد دارای و مدت زمان اعتبار آن (جدول زمانی) مشخص می‌شود.
2. ارزشیابی آرشیوی: با توجه به محتوای اسناد در زمینه‌های سیاسی، فرهنگی، اقتصادی، قضایی، نظامی، اجتماعی و... و نیاز پژوهشگران اسناد ارزشیابی می‌شوند.